# Níki
Níki (Niki, Negotsani, Negkotsani) är en ort i Grekland.   Den ligger i prefekturen Nomós Florínis och regionen Västra Makedonien, i den norra delen av landet, 400 km nordväst om huvudstaden Aten. Níki ligger 592 meter över havet och antalet invånare är 273.
Terrängen runt Níki är platt åt nordost, men åt sydväst är den kuperad. Runt Níki är det glesbefolkat, med 19 invånare per kvadratkilometer. Närmaste större samhälle är Florina, 14,2 km söder om Níki. Trakten runt Níki består till största delen av jordbruksmark.